# Reprezentacja Włoch U-20 w piłce nożnej kobiet
Reprezentacja Włoch U-20 w piłce nożnej kobiet – zespół piłkarek nożnych do lat 20, reprezentujący Włochy w meczach i sportowych imprezach międzynarodowych, powoływany przez selekcjonera, w którym mogą występować wyłącznie zawodniczki posiadające obywatelstwo włoskie. Za jej funkcjonowanie odpowiedzialny jest Włoski Związek Piłki Nożnej (FIGC).
Największymi sukcesami reprezentacji jest 2-krotny awans do turnieju finałowego mistrzostw świata (2004, 2012).

## Udział w turniejach międzynarodowych

### Mistrzostwa świata
Dotychczas kobiecej reprezentacji Włoch do lat 20 jedynie dwa razy udało się awansować do finałów mistrzostw świata w tej kategorii wiekowej. W dwóch wypadkach drużyna zajmowała ostatnie 4.miejsce w grupie. Eliminacje do tego turnieju w strefie europejskiej odbywają się poprzez mistrzostwa Europy w każdym parzystym roku. 
| Rok   | Runda                   | M                       | W                       | R                       | P                       | GZ                      | GS                      | RG                      |
| ----- | ----------------------- | ----------------------- | ----------------------- | ----------------------- | ----------------------- | ----------------------- | ----------------------- | ----------------------- |
| 2002  | Nie zakwalifikowała się | Nie zakwalifikowała się | Nie zakwalifikowała się | Nie zakwalifikowała się | Nie zakwalifikowała się | Nie zakwalifikowała się | Nie zakwalifikowała się | Nie zakwalifikowała się |
| 2004  | faza grupowa            | 3                       | 0                       | 1                       | 2                       | 3                       | 5                       | -2                      |
| 2006  | Nie zakwalifikowała się | Nie zakwalifikowała się | Nie zakwalifikowała się | Nie zakwalifikowała się | Nie zakwalifikowała się | Nie zakwalifikowała się | Nie zakwalifikowała się | Nie zakwalifikowała się |
| 2008  | Nie zakwalifikowała się | Nie zakwalifikowała się | Nie zakwalifikowała się | Nie zakwalifikowała się | Nie zakwalifikowała się | Nie zakwalifikowała się | Nie zakwalifikowała się | Nie zakwalifikowała się |
| 2010  | Nie zakwalifikowała się | Nie zakwalifikowała się | Nie zakwalifikowała się | Nie zakwalifikowała się | Nie zakwalifikowała się | Nie zakwalifikowała się | Nie zakwalifikowała się | Nie zakwalifikowała się |
| 2012  | faza grupowa            | 3                       | 0                       | 1                       | 2                       | 1                       | 7                       | -6                      |
| 2014  | Nie zakwalifikowała się | Nie zakwalifikowała się | Nie zakwalifikowała się | Nie zakwalifikowała się | Nie zakwalifikowała się | Nie zakwalifikowała się | Nie zakwalifikowała się | Nie zakwalifikowała się |
| 2016  | Nie zakwalifikowała się | Nie zakwalifikowała się | Nie zakwalifikowała się | Nie zakwalifikowała się | Nie zakwalifikowała się | Nie zakwalifikowała się | Nie zakwalifikowała się | Nie zakwalifikowała się |
| 2018  | Nie zakwalifikowała się | Nie zakwalifikowała się | Nie zakwalifikowała się | Nie zakwalifikowała się | Nie zakwalifikowała się | Nie zakwalifikowała się | Nie zakwalifikowała się | Nie zakwalifikowała się |
| Razem | 2/9                     | 6                       | 0                       | 2                       | 4                       | 4                       | 12                      | -8                      |